# 1994年の出版
1994年の出版（1994ねんのしゅつぱん）は1994年出版関する出来事についてまとめる。
出版社の設立・倒産、文庫・新書の創刊。雑誌の創刊・休刊・ミリオンセラーの出版の記載・特記した場合を除き、創刊・休刊・廃刊・復刊の日付はそれぞれの創刊号・最終号・復刊号の発売日である。

## 出版の出来事

### 1月
- バンダイの模型情報誌『模型情報』を休刊。

### 6月
- 角川書店の広域タウン情報誌『関西ウォーカー』を創刊。[1]

### 7月
- シーズ情報出版求人情報誌『ユカイライフ』を創刊。

### 月日不明
- 講談社の漫画雑誌『Me (雑誌)』を休刊。